# Nervo oculomotore
Il nervo oculomotore costituisce il III paio di nervi cranici e con l'abducente e il trocleare contribuisce all'innervazione della muscolatura estrinseca dell'occhio.
È un nervo motore, composto da fibre effettrici viscerali che conducono impulsi ai due muscoli intrinseci dell'occhio (lo sfintere dell'iride e il muscolo ciliare importanti per il riflesso pupillare e di accomodazione del cristallino), e da fibre motrici somatiche, deputate alla innervazione dei muscoli estrinseci dell'occhio (il retto superiore, il retto mediale, il retto inferiore e l'obliquo inferiore nonché del muscolo elevatore della palpebra superiore).
Nel suo decorso accoglie anche fibre sensitive che nascono dal ganglio trigeminale di Gasser e che appartengono alla branca oftalmica del trigemino.

## Decorso
Ha la sua origine reale nel mesencefalo, nei due nuclei motori somatici, quello impari e quello pari, situati in prima posizione e deputati all’innervazione dei suddetti muscoli striati e dal nucleo parasimpatico mesencefalico detto nucleo di Edinger-Westphal, da cui originano le fibre pregangliari per i muscoli intrinseci dell'occhio. Ha la sua origine apparente sulla faccia anteriore del mesencefalo, medialmente al peduncolo cerebrale nella fossa intrapeduncolare, da cui emerge dopo che le sue fibre si sono in parte incrociate.
Dalla sua emergenza entra nel seno cavernoso della dura madre e, percorrendolo lateralmente, giunge alla fessura orbitale superiore attraversandola e dividendosi nei suoi due rami: il ramo superiore e il ramo inferiore. Ambo i rami, entrando nella cavità oculare, passano attraverso l'anello tendineo comune (anello di Zinn).
Il ramo superiore innerva il muscolo retto superiore dell'occhio e l’elevatore della palpebra; l'inferiore invece i muscoli retto mediale, retto inferiore e obliquo inferiore. Dal ramo nervoso che si dirige verso quest'ultimo muscolo origina la radice breve del ganglio ciliare trasportando le fibre pregangliari provenienti dal nucleo di Edinger-Westphal.

### Nucleo del nervo oculomotore
Il nucleo del nervo oculomotore presenta sia una componente motrice somatica che una effetrice viscerale: la prima è deputata all'innervazione di tutti i muscoli estrinseci dell'occhio a parte il retto laterale (di competenza del nervo abducente) e obliquo superiore (di competenza del nervo trocleare); la seconda innerva i muscoli intrinseci dell'occhio coinvolti nei processi di contrazione o dilatazione della pupilla e dell'accomodazione.

#### Componente motrice somatica
Tale componente è formata da un complesso di nuclei posti nel tegmento del mesencefalo, ventralmente all'acquedotto di Silvio e a livello dei collicoli superiori. Le fibre emergono ai lati della fossa interpeduncolare, dopo aver attraversato il tegmento del mesencefalo e il nucleo rosso.
È deputato all'innervazione di quasi tutti i muscoli estrinseci dell'occhio. L'innervazione del muscolo elevatore della palpebra superiore è deputata al nucleo centrale caudale, un nucleo impari e mediano posto dorsalmente e caudalmente rispetto agli altri.

In questo nucleo, la maggior parte dei neuroni invia assoni verso l'uno o l'altro muscolo, mentre una parte innerva entrambi i muscoli garantendo la chiusura contemporanea di entrambe le palpebre.
Il nervo oculomotore e il suo nucleo, quindi, sono implicati nella coordinazione dei movimenti dell'occhio. Nel fare questo ricevono proiezioni dal nucleo interstiziale di Cajal e dal nucleo interstiziale rostrale del fascicolo longitudinale mediale (posto nel polo superiore del nucleo rosso). Quest'ultimo è a sua volta collegato ai campi oculari frontali, ai collicoli superiori e ai nuclei vestibolari capaci di proiettare direttamente nel nervo oculomotore stesso.
Il legame con i nuclei vestibolari è fondamentale per garantire uno spostamento degli occhi opposto a quello della testa permettendo di mantenere lo sguardo fisso su un oggetto anche con la testa in rotazione.

#### Componente effettrice viscerale
La componente effetrice viscerale è formata dal nucleo accessorio (oviscerale o pupillare di Edinger-Westphal), un raggruppamento di neuroni parasimpatici pregangliari in vicinanze al nucleo motore somatico. Gli assoni di tali neuroni percorrono il nervo oculomotore per trarre sinapsi con neuroni che innervano il muscolo sfintere della pupilla e il muscolo ciliare nel ganglio ciliare. I due muscoli permettono di controllare la dilatazione della pupilla e la convessità del cristallino e costituiscono ambedue movimenti riflessi.
Nei nuclei di Edinger-Westphal arrivano fibre dai nuclei pretettali (a loro volta raggiunti da fibre del tratto ottico accessorio che trasmettono sensibilità visiva) da cui nascono le fibre parasimpatiche pregangliari che raggiungono il ganglio ciliare per continuare nei neuroni postgangliari che innervano il muscolo sfintere della pupilla. L'ampiezza della pupilla non è data solamente da questo muscolo, ma dall'equilibrio fra l'azione di questo e del muscolo dilatatore della pupilla che è di dipendenza simpatica. Ad ogni modo il riflesso pupillare alla luce è consensuale in quanto ogni nucleo pretettale è raggiunto da fibre del tratto ottico laterale e controlaterale determinando quindi una contrazione di entrambe le pupille anche se è solo un occhio ad essere esposto alla luce (un occhio cieco se illuminato non risponde con la contrazione, ma lo fa consensualmente se si espone l'altro occhio sano).
I neuroni parasimpatici pregangliari dei nuclei di Edinger-Westphal sono connessi anche con le vie nocicettive che possono inviare segnali inibitori favorendo la dilatazione della pupilla in caso di stimolazione dolorosa.

## Patologia
In caso di oftalmoplegia oculomotoria, cioè una lesione completa del nervo oculomotore, si determina una paralisi dei muscoli innervati determinando, nell'occhio colpito: l'abbassamento della palpebra (ptosi palpebrale), il globo oculare orientato in basso e lateralmente (strabismo divergente) e la pupilla perennemente dilatata (anisocoria, nello specifico una midriasi) a causa della prevalenza incontrastata sia dei muscoli retto laterale e obliquo superiore, sia del muscolo dilatatore della pupilla che, non essendo di competenza oculomotrice, tiene la pupilla aperta al massimo. La ptosi palpebrale è, invece, dovuta alla paresi del muscolo elevatore della palpebra, innervato dall'oculomotore comune. Si rileva, infine, compromissione del potere di accomodazione, dovuta alla compromissione del muscolo ciliare (con innervazione viscerale, sovrintesa dal nucleo di Edinger-Westphal). Cause comuni di compromissione del nervo oculomotore sono aneurismi a carico della carotide interna (nel suo tratto intracavernoso) e dei rami dell'arteria basilare (nello specifico, dell'arteria cerebellare superiore e della cerebrale posteriore, che chiudono infero-superiormente l'emergenza del terzo nervo cranico).